# Bertram Turetzky
Bertram Jay Turetzky (ur. 14 lutego 1933 w Norwich w stanie Connecticut) – amerykański kontrabasista.

## Życiorys
Ukończył Hartt School of Music w Hartford (1955), gdzie jego nauczycielami byli Joseph Iadone i Josef Marx. Uczył się też prywatnie u Davida Waltera. Następnie studiował muzykologię u Curta Sachsa na Uniwersytecie Nowojorskim. W 1965 roku uzyskał dyplom z historii muzyki na University of Hartford.
Początkowo występował jako muzyk jazzowy, grając na banjo i gitarze. Jako kontrabasista debiutował w Nowym Jorku w 1964 roku. Specjalizuje się w wykonawstwie muzyki współczesnej, często wykonując utwory napisane specjalnie dla niego. Dokonał licznych nagrań płytowych. Wykształcił własny wirtuozowski styl gry na kontrabasie, stosując pizzicato, glissanda, flażolety i efekty perkusyjne. Napisał podręcznik The Contemporary Contrabass (1974). Pisał też własne kompozycje przeznaczone na kontrabas, m.in. Collages I–IV na kontrabas lub inny instrument solowy (1976–1981), Doinas and Dances na kontrabas (1999), Reflections on Ives and Whittier na kontrabas z taśmą (1978–1981) Baku na taśmę (1980).